# 에미르 무탑치치
에미르 무탑치치(보스니아어: Emir Mutapčić, 세르비아어: Емир Мутапчић, 1960년 5월 27일~)는 유고슬라비아와 보스니아 헤르체고비나의 농구 선수, 지도자로 현역 시절 포지션은 스몰 포워드이다. 현재 배스킷볼 분데스리가의 바이에른 뮌헨의 코치로 활동 중이며, 유고슬라비아 대표팀 선수로서 올림픽 동메달과 세계 선수권 대회 동메달을 획득했고, 보스니아 헤르체고비나 대표팀 선수로도 뛰었다.

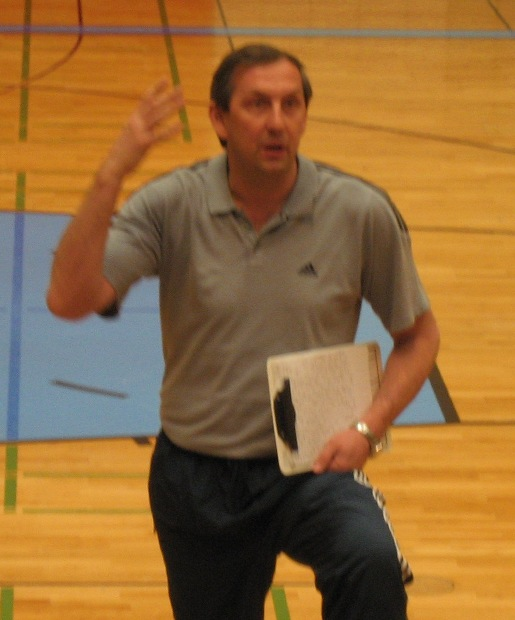
2006년 뢰벤 브라운슈바이크 감독 시절의 무탑치치